# 庄福龄
庄福龄（1929年1月17日—2016年11月30日），男，江苏镇江人。中国马克思主义哲学家。中国人民大学教授，中国马克思主义哲学史学会会长。

## 生平
1929年1月17日生。江苏镇江人。1947年进入国立上海商学院学习。1949年加入中国共产党。1951年起担任上海财经学院教师。1953年至1955年进入中国人民大学马列主义研究班进修，毕业后留校任教，兼任马列主义研究班哲学分班主任，1964年受学校委托参与筹建中国人民大学马列主义发展史研究所。此后历任该所学术委员会主任、教授、博士生导师等职务。
庄福龄主要从事中国马克思主义哲学史和马克思主义发展史研究。也是中国毛泽东思想研究和中国马克思主义哲学传播史研究的重要开拓者之一。
因病医治无效，于2016年11月30日12时在北京去世，享年88岁。

## 出版物
主持编写有《简明马克思主义史》、《马克思主义哲学教科书》、《中国马克思主义传播史》、《毛泽东哲学思想史》（三卷本）、《马克思主义中国化研究》（三卷本）、《毛泽东思想概论》等。其他哲学论著有《中国体制改革的哲学探索》、《庄福龄自选集》、《荀子新注》等。